# Border (film 1997)
Border è un film indiano del 1997 diretto da J. P. Dutta.
Il film, ambientato durante la guerra indo-pakistana del 1971, racconta in particolare la battaglia di Longewala.

## Premi
- National Film Awards
  - 1998: "Best Film on National Integration", "Best Lyrics" (Javed Akhtar - Sandese Aate Hai), "Best Male Playback Singer" (Hariharan - Mere Dushman)
- Filmfare Awards
  - 1998: "Best Director" (J. P. Dutta), "Best Lyricist" (Javed Akhtar - Sandese Aate Hai), "Best Action" (Bhiku Verma, Tinu Verma), "Best Debut (Male)" (Akshaye Khanna)
- Star Screen Awards
  - 1997: "Best Film", "Best Director", "Best Lyricist" (Javed Akhtar - Sandese Aate Hai)